# Richard Rodney Bennett
Richard Rodney Bennett (29. března 1936 Broadstairs, Kent, Anglie – 24. prosince 2012 New York) byl anglický hudební skladatel, od roku 1979 žijící v New Yorku, známý zejména z oblasti filmové hudby, ale také autor koncertních děl a jazzový umělec.

## Život
Bennett se narodil v Broadstairs, v hrabství Kent. Vyrůstal však během druhé světové války v Devonu. Jeho matka, Joan Esther, roz. Spink, byla klavíristka. Studovala u Gustava Holsta a zpívala při prvním profesionálním uvedení jeho orchestrální suity Planety. Otec, Rodney Bennett (1890-1948), byl autor dětských knih a básník.
Bennett byl žákem Leighton Park School v Readingu. Ve studiu pokračoval na Královské hudební akademii. Jeho učiteli byli Howard Ferguson, Lennox Berkeley a Cornelius Cardew. V roce 1955 se zúčastnil letního Kurzu nové hudby v Darmstadtu, kde poznal seriální hudbu. Strávil pak dva roky v Paříži jako žák Pierra Bouleze.
V letech 1963–1965 vyučoval na Královské hudební akademii. V roce 1970 odešel do Spojených států a přednášel na Peabody Institute v Baltimoru. Vrátil se do Anglie a mezi roky 1994 a 2000 byl vedoucím katedry skladby na Královské akademii.
Bennett vystupoval pravidelně také jako jazzový klavírista se zpěváky jako byli Cleo Laine, Marion Montgomery, Mary Cleere Haran a Claire Martin. V pozdějších letech byl, vedle hudebních aktivit, znám také jako výtvarný umělec, autor koláží.
Richard Rodney Bennett zemřel 24. prosince 2012 v New Yorku a je pohřben na hřbitově Green-wood Cemetery v Brooklynu

## Ocenění
V roce 1975 získal cenu BAFTA za nejlepší hudbu k filmu Vražda v Orient expresu a opakovaně byl na ni nominován (v roce 1970 za Tajný obřad, 1971 za Postavy v krajině, 1973 za Lady Caroline Lamb, 1978 za Equus, 1980 za Amíky a 1995 za Čtyři svatby a jeden pohřeb). Dále byl třikát nominován na cenu BAFTA v kategorii původní televizní hudby: v roce 1985 za TV film The Ebony Tower, 1986 za seriál Tender Is The Night a 2001 za minisérii Gormenghast). Celkem třikrát byl také nominován na Oscara za původní hudbu: v roce 1967 za Daleko od hlučícího davu, 1971 za Mikuláše a Alexandru a 1974 za Vraždu v Orient expresu. Za dva posledně jmenované byl nominován i na Cenu Grammy a za televizní adaptaci klasické detektivky Agathy Christie Smysluplná vražda (Murder with Mirrors, 1985) také na Cenu Emmy.
Třikrát získal britskou skladatelskou cenu Ivor Novello: v roce 2001 za hudbu k minisérii BBC Gormenghast, v roce 2004 za klasickou hudbu. Rovněž za své poslední zkomponované dílo A Colloquy with God byl nominován na Britskou skladatelskou cenu v kategorii sborové skladby.
V roce 1977 byl jmenován komandérem a v roce 1998 rytířem Řádu britského impéria. Magazín Gay Times ho v roce 1995 nominoval jako jednoho z nejvlivnějších gayů v hudbě.

## Dílo
Bennett zkomponoval více než 200 koncertních skladeb a hudbu k 50 filmům a televizním inscenacím. Po 50 let byl rovněž skladatelem a interpretem jazzových písní. Ve svých koncertních skladbách vycházel z techniky evropské avantgardy. Byl silně ovlivněn svým učitelem Piere Boulezem. V posledních letech svého života se postupně vracel k tonální hudbě.

### Instrumentální díla
- Sonáta pro klavír (1954, první publikovaná skladba)
- Impromptus (pro kytaru, 1968)
- Koncert pro altsaxofon
- Concerto for Stan Getz (tenor sax, tympány a smyčce)
- Dream Sequence pro violoncello a klavír
- Elegy for Davis
- Harpsichord Concerto (1980)
- Fanfare pro dechový kvintet (2012)
- Farnham Festival Overture (1964)
- The Four Seasons (1991) pro dechový soubor
- A Little Suite, úprava vybraných písní z cyklů The Insect World and The Aviary pro orchestr
- Morning Music pro dechový soubor
- Music for Strings
- Party Piece pro orchestr
- Reflections on a Sixteenth Century Tune pro smyčcový orchestr a dechy (1999)
- Sonáta pro kytaru (1983)
- Sonatina pro klarinet
- Summer Music pro flétnu a klavír
- Symfonie č. 1 (1965)
- Symfonie č. 2 (1968)
- Symfonie č . 3 (1987)
- Koncert pro trubku a dechový orchestr
- Scena II (pro sólové violoncello)
- Partridge Pie
- After Syrinx I pro hoboj a klavír
- Koncert pro marimbu a orchestr
- Lilliburlero (variace pro 2 klavíry, 2008)

### Opery
- The Ledge (1961)
- The Midnight Thief (libreto Ian Serraillier, 1964)
- The Mines of Sulphur (libreto Beverley Cross, 1965)
- A Penny for a Song (1967)
- All the King's Men (libreto Beverley Cross, 1968)
- Victory (libreto Beverley Cross, 1970)

### Balety
- Jazz Calendar (1968)
- Isadora (1981)

### Vokální díla
- A Good-Night (1999)
- Missa Brevis (1990)
- Sea Change (1983)
- Spells
- Out of Your Sleep
- On Christmas Day to My Heart
- The Garden - A Serenade to Glimmerglass
- The Birds Lament
- Tom o'Bedlam's Song

### Filmografie
- Pickup Alley (1957)
- Face in the Night (1957)
- The Safecracker (1958)
- Indiscreet (1958)
- The Man Inside (1959)
- The Man Who Could Cheat Death (1959)
- The Angry Hills (1959)
- Chance Meeting (1959)
- The Devil's Disciple (1959)
- The Mark (1961)
- Only Two Can Play (1962)
- Satan Never Sleeps (1962)
- The Wrong Arm of the Law (1963)
- Heavens Above! (1963)
- Billy Liar (1963)
- Hamlet at Elsinore (1964) (TV)
- One Way Pendulum (1964)
- The Wednesday Play (1964-1967) (TV)
- The Nanny (1965)
- The Witches (1966)
- Far from the Madding Crowd (1967)
- Billion Dollar Brain (1967)
- Secret Ceremony (1968)
- The Buttercup Chain (1970)
- Figures in a Landscape (1970)
- Nicholas and Alexandra (1971)
- Lady Caroline Lamb (1973)
- Voices (1973)
- Murder on the Orient Express (1974)
- Permission to Kill (1975)
- Sherlock Holmes in New York (1976) (TV)
- The Accuser aka L'Imprécateur (1977)
- Equus (1977)
- The Brink's Job (1978)
- Yanks (1979)
- The Return of the Soldier (1982)
- Knockback (1984) (TV)
- The Ebony Tower (1984) (TV)
- Murder with Mirrors (1985) (TV)
- Tender is the Night (1985) (TV miniserie)
- Poor Little Rich Girl: The Barbara Hutton Story (1987) (TV)
- The Charmer (1987) (TV mini-series)
- American Playhouse (1988) (TV, 1 episode)
- The Attic: The Hiding of Anne Frank (1988) (TV)
- Enchanted April (1992)
- Four Weddings and a Funeral (1994)
- Swann (1996)
- The Tale of Sweeney Todd (1997) (TV)
- Gormenghast (2000) (TV miniserie)